# Lista campionilor la dublu mixt US Open
Următoarele perechi au câștigat campionatul de tenis al US Open la dublu mixt.

## Campioni

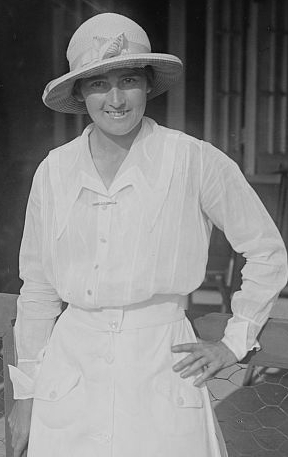
Americanul Mary Browne a câștigat patru titluri de dublu mixt

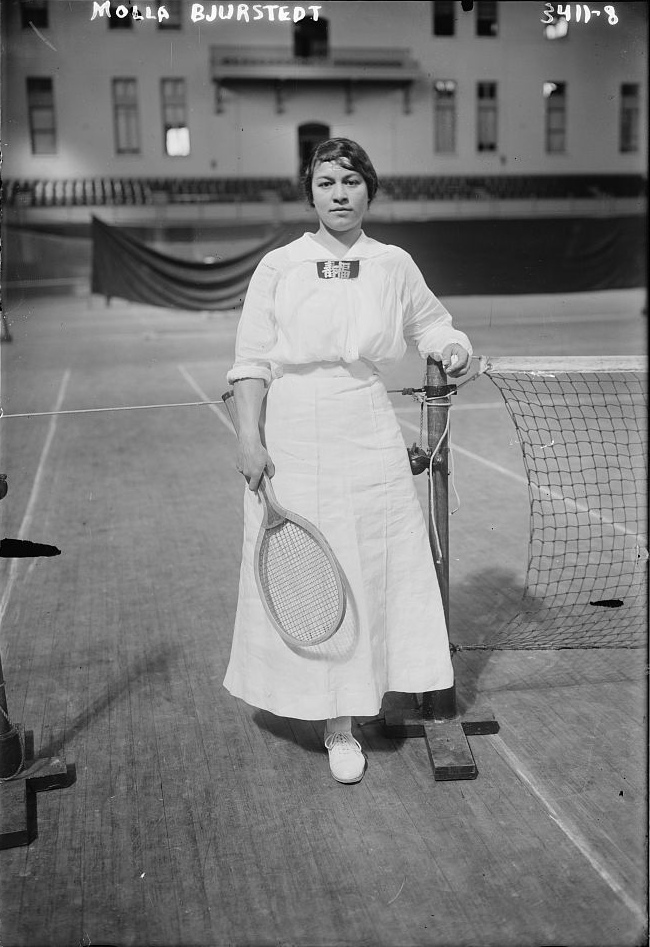
Molla Bjurstedt Mallory a participat la șapte finale de dublu mixt și a câștigat trei titluri

| An           | Campioni                                          | Finaliști                                      | Scor               |
| ------------ | ------------------------------------------------- | ---------------------------------------------- | ------------------ |
| 1892         | Mabel Cahill Clarence Hobart                      | Elisabeth Moore Rodmond Beach                  | 6–1, 6–3           |
| 1893         | Ellen Roosevelt Clarence Hobart                   | Ethel Bankston Robert N. Willson, Jr.          | 6–1, 4–6, 10–6     |
| 1894         | Juliette Atkinson Edwin Fischer                   | Mrs. McFadden Gustav Remak, Jr.                | 6–3, 6–2, 6–1      |
| 1895         | Juliette Atkinson Edwin Fischer                   | Amy Williams Mantle Fielding                   | 4–6, 8–6, 6–2      |
| 1896         | Juliette Atkinson Edwin Fischer                   | Amy Williams Mantle Fielding                   | 6–2, 6–3, 6–3      |
| 1897         | Laura Henson D. L. Magruder                       | Maud Banks R. A. Griffin                       | 6–4, 6–3, 7–5      |
| 1898         | Carrie Neely Edwin Fischer                        | Helen Chapman J. A. Hill                       | 6–2, 6–4, 8–6      |
| 1899         | Elizabeth Rastall Albert L. Hoskins               | Jane Craven James P. Gardner                   | 6–4, 6–0, def.     |
| 1900         | Margaret Hunnewell Alfred Codman                  | T. Shaw George Atkinson                        | 11–9, 6–3, 6–1     |
| 1901         | Marion Jones Raymond Little                       | Myrtle McAteer Dr. Clyde Stevens               | 6–4, 6–4, 7–5      |
| 1902         | Elisabeth Moore Wylie Grant                       | Elizabeth Rastall Albert L. Hoskins            | 6–2, 6–1           |
| 1903         | Helen Chapman Harry F. Allen                      | Carrie Neely W. H. Rowland                     | 6–4, 7–5           |
| 1904         | Elisabeth Moore Wylie Grant                       | May Sutton F. B. Dallas                        | 6–2, 6–1           |
| 1905         | Augusta Schultz Hobart Clarence Hobart            | Elisabeth Moore Edward Dewhurst                | 6–2, 6–4           |
| 1906         | Sarah Coffin Edward Dewhurst                      | Margaret Johnson J. B. Johnson                 | 6–3, 7–5           |
| 1907         | May Sayers Wallace F. Johnson                     | Natalie Wildey Herbert Morris Tilden           | 6–1, 7–5           |
| 1908         | Nathaniel Niles Edith Rotch                       | Raymond Little Louise Hammond                  | 6–4, 4–6, 6–4      |
| 1909         | Hazel Hotchkiss Wightman Wallace F. Johnson       | Raymond Little Louise Hammond                  | 6–2, 6–0           |
| 1910         | Hazel Hotchkiss Wightman Joseph R. Carpenter, Jr. | Herbert Morris Tilden Edna Wildey              | 6–2, 6–2           |
| 1911         | Hazel Hotchkiss Wightman Wallace F. Johnson       | Herbert Morris Tilden Edna Wildey              | 6–4, 6–4           |
| 1912         | Mary K. Browne R. Norris Williams                 | William Clothier Eleonora Sears                | 6–4, 2–6, 11–9     |
| 1913         | Mary K. Browne Bill Tilden                        | C. S. Rogers Dorothy Green                     | 7–5, 7–5           |
| 1914         | Mary K. Browne Bill Tilden                        | J. R. Rowland Margaretta Myers                 | 6–1, 6–4           |
| 1915         | Hazel Hotchkiss Wightman Harry C. Johnson         | Irving Wright Molla Bjurstedt Mallory          | 6–0, 6–1           |
| 1916         | Eleonora Sears Willis E. Davis                    | Florence Ballin Bill Tilden                    | 6–4, 7–5           |
| 1917         | Molla Bjurstedt Mallory Irving Wright             | Florence Ballin Bill Tilden                    | 10–12, 6–1, 6–3    |
| 1918         | Hazel Hotchkiss Wightman Irving Wright            | Molla Bjurstedt Mallory Fred Alexander         | 6–2, 6–3           |
| 1919         | Marion Zinderstein Vincent Richards               | Florence Ballin Bill Tilden                    | 2–6, 11–9, 6–2     |
| 1920         | Hazel Hotchkiss Wightman Wallace F. Johnson       | Molla Bjurstedt Mallory Craig Biddle           | 6–4, 6–3           |
| 1921         | Mary K. Browne Bill Johnston                      | Molla Bjurstedt Mallory Bill Tilden            | 3–6, 6–4, 6–3      |
| 1922         | Molla Bjurstedt Mallory Bill Tilden               | Howard Kinsey Helen Wills                      | 6–4, 6–3           |
| 1923         | Molla Bjurstedt Mallory Bill Tilden               | John B. Hawkes Kitty McKane Godfree            | 6–3, 2–6, 10–8     |
| 1924         | Helen Wills Vincent Richards                      | Molla Bjurstedt Mallory Bill Tilden            | 6–8, 7–5, 6–0      |
| 1925         | Kitty McKane Godfree John B. Hawkes               | Vincent Richards Ermyntrude Harvey             | 6–2, 6–4           |
| 1926         | Elizabeth Ryan Jean Borotra                       | René Lacoste Hazel Hotchkiss Wightman          | 6–4, 7–5           |
| 1927         | Eileen Bennett Whittingstall Henri Cochet         | René Lacoste Hazel Hotchkiss Wightman          | 6–2, 6–0, 6–3      |
| 1928         | Helen Wills John B. Hawkes                        | Edgar Moon Edith Cross                         | 6–1, 6–3           |
| 1929         | Betty Nuthall Shoemaker George Lott               | Henry W. Austin Phyllis Covell                 | 6–3, 6–3           |
| 1930         | Edith Cross Wilmer Allison                        | Frank Shields Marjorie Morrill                 | 6–4, 6–4           |
| 1931         | Betty Nuthall Shoemaker George Lott               | Wilmer Allison Anna McCune Harper              | 6–3, 6–3           |
| 1932         | Sarah Palfrey Cooke Fred Perry                    | Ellsworth Vines Helen Jacobs                   | 6–3, 7–5           |
| 1933         | Elizabeth Ryan Ellsworth Vines                    | Sarah Palfrey Cooke George Lott                | 11–9, 6–1          |
| 1934         | Helen Jacobs George Lott                          | Elizabeth Ryan Lester Stoefen                  | 4–6, 13–11, 6–2    |
| 1935         | Sarah Palfrey Cooke Enrique Maier                 | Kay Stammers Roderich Menzel                   | 6–4, 4–6, 6–3      |
| 1936         | Alice Marble Gene Mako                            | Sarah Palfrey Cooke Don Budge                  | 6–3, 6–2           |
| 1937         | Sarah Palfrey Cooke Don Budge                     | Sylvie Henrotin Yvon Petra                     | 6–2, 8–10, 6–0     |
| 1938         | Alice Marble Don Budge                            | Thelma Coyne Long John Bromwich                | 6–1, 6–2           |
| 1939         | Alice Marble Harry Hopman                         | Sarah Palfrey Cooke Elwood Cooke               | 9–7, 6–1           |
| 1940         | Alice Marble Bobby Riggs                          | Dorothy Bundy Cheney Jack Kramer               | 9–7, 6–1           |
| 1941         | Sarah Palfrey Cooke Jack Kramer                   | Pauline Betz Bobby Riggs                       | 4–6, 6–4, 6–4      |
| 1942         | Louise Brough Ted Schroeder                       | Alejo Russell Patricia Todd                    | 3–6, 6–1, 6–4      |
| 1943         | Margaret Osborne duPont Bill Talbert              | Pancho Segura Pauline Betz                     | 10–6, 6–4          |
| 1944         | Margaret Osborne duPont Bill Talbert              | Donald McNeill Dorothy Bundy                   | 6–2, 6–3           |
| 1945         | Margaret Osborne duPont Bill Talbert              | Bob Falkenburg Doris Hart                      | 6–4, 6–4           |
| 1946         | Margaret Osborne duPont Bill Talbert              | Robert Kimbrell Louise Brough                  | 6–3, 6–4           |
| 1947         | Louise Brough John Bromwich                       | Pancho Segura Gussie Moran                     | 6–3, 6–1           |
| 1948         | Louise Brough Tom Brown                           | Bill Talbert Margaret Osborne duPont           | 6–4, 6–4           |
| 1949         | Louise Brough Eric Sturgess                       | Bill Talbert Margaret Osborne duPont           | 4–6, 6–3, 7–5      |
| 1950         | Margaret Osborne duPont Ken McGregor              | Doris Hart Frank Sedgman                       | 6–4, 3–6, 6–3      |
| 1951         | Doris Hart Frank Sedgman                          | Shirley Fry Mervyn Rose                        | 6–3, 6–2           |
| 1952         | Doris Hart Frank Sedgman                          | Thelma Long Lew Hoad                           | 6–3, 7–5           |
| 1953         | Doris Hart Vic Seixas                             | Julia Ann Sampson Rex Hartwig                  | 6–2, 4–6, 6–4      |
| 1954         | Doris Hart Vic Seixas                             | Margaret Osborne duPont Ken Rosewall           | 4–6, 6–1, 6–1      |
| 1955         | Doris Hart Vic Seixas                             | Shirley Fry Gardnar Mulloy                     | 7–5, 5–7, 6–2      |
| 1956         | Margaret Osborne duPont Ken Rosewall              | Darlene Hard Lew Hoad                          | 9–7, 6–1           |
| 1957         | Althea Gibson Kurt Nielsen                        | Darlene Hard Bob Howe                          | 6–3, 9–7           |
| 1958         | Margaret Osborne duPont Neale Fraser              | Maria Bueno Alex Olmedo                        | 6–3, 3–6, 9–7      |
| 1959         | Margaret Osborne duPont Neale Fraser              | Bob Mark Janet Hopps                           | 7–5, 13–15, 6–2    |
| 1960         | Margaret Osborne duPont Neale Fraser              | Antonio Palafox Maria Bueno                    | 6–3, 6–2           |
| 1961         | Margaret Court Bob Mark                           | Dennis Ralston Darlene Hard                    | def.               |
| 1962         | Margaret Court Fred Stolle                        | Frank Froehling Lesley Turner Bowrey           | 7–5, 6–2           |
| 1963         | Margaret Court Ken Fletcher                       | Ed Rubinoff Judy Tegart                        | 3–6, 8–6, 6–2      |
| 1964         | Margaret Court John Newcombe                      | Ed Rubinoff Judy Tegart                        | 10–6, 4–6, 6–3     |
| 1965         | Margaret Court Fred Stolle                        | Frank Froehling Judy Tegart                    | 6–2, 6–2           |
| 1966         | Donna Floyd Fales Owen Davidson                   | Ed Rubinoff Carol Aucamp                       | 6–1, 6–3           |
| 1967         | Billie Jean King Owen Davidson                    | Rosemary Casals Stan Smith                     | 6–3, 6–2           |
| 1968         | Mary-Ann Eisel Peter Curtis                       | Tory Fretz Gerry Perry                         | 6–4, 7–5           |
| ↓ Open Era ↓ |                                                   |                                                |                    |
| 1969         | Margaret Court Marty Riessen                      | Françoise Dürr Dennis Ralston                  | 6–4, 7–5           |
| 1970         | Margaret Court Marty Riessen                      | Judy Tegart Dalton Frew McMillan               | 6–4, 6–4           |
| 1971         | Billie Jean King Owen Davidson                    | Betty Stöve Bob Maud                           | 6–3, 7–5           |
| 1972         | Margaret Court Marty Riessen                      | Rosemary Casals Ilie Năstase                   | 6–3, 7–5           |
| 1973         | Billie Jean King Owen Davidson                    | Margaret Court Marty Riessen                   | 6–3, 3–6, 7–6      |
| 1974         | Pam Teeguarden Geoff Masters                      | Chris Evert Jimmy Connors                      | 6–1, 7–6           |
| 1975         | Rosemary Casals Dick Stockton                     | Billie Jean King Fred Stolle                   | 6‐3, 6‐7, 6‐3      |
| 1976         | Billie Jean King Phil Dent                        | Betty Stöve Frew McMillan                      | 3–6, 6–2, 7–5      |
| 1977         | Betty Stöve Frew McMillan                         | Billie Jean King Vitas Gerulaitis              | 6–2, 3–6, 6–3      |
| 1978         | Betty Stöve Frew McMillan                         | Billie Jean King Ray Ruffels                   | 6–3, 7–6           |
| 1979         | Greer Stevens Bob Hewitt                          | Betty Stöve Frew McMillan                      | 6–3, 7–5           |
| 1980         | Wendy Turnbull Marty Riessen                      | Betty Stöve Frew McMillan                      | 7–5, 6–2           |
| 1981         | Anne Smith Kevin Curren                           | JoAnne Russell Steve Denton                    | 6–4, 7–6           |
| 1982         | Anne Smith Kevin Curren                           | Barbara Potter Ferdi Taygan                    | 6–7, 7–6, 7–6      |
| 1983         | Elizabeth Sayers Smylie John Fitzgerald           | Barbara Potter Ferdi Taygan                    | 3–6, 6–3, 6–4      |
| 1984         | Manuela Maleeva Tom Gullikson                     | Elizabeth Sayers Smylie John Fitzgerald        | 2–6, 7–5, 6–4      |
| 1985         | Martina Navratilova Heinz Günthardt               | Elizabeth Sayers Smylie John Fitzgerald        | 6–3, 6–4           |
| 1986         | Raffaella Reggi Sergio Casal                      | Martina Navratilova Peter Fleming              | 6–4, 6–4           |
| 1987         | Martina Navratilova Emilio Sánchez Vicario        | Betsy Nagelsen Paul Annacone                   | 6–4, 6–7, 7–6      |
| 1988         | Jana Novotná Jim Pugh                             | Elizabeth Sayers Smylie Patrick McEnroe        | 7–5, 6–3           |
| 1989         | Robin White Shelby Cannon                         | Meredith McGrath Rick Leach                    | 3–6, 6–2, 7–5      |
| 1990         | Elizabeth Sayers Smylie Todd Woodbridge           | Natalia Zvereva Jim Pugh                       | 6–4, 6–2           |
| 1991         | Manon Bollegraf Tom Nijssen                       | Arantxa Sánchez Vicario Emilio Sánchez Vicario | 6–2, 7–6           |
| 1992         | Nicole Provis Mark Woodforde                      | Helena Suková Tom Nijssen                      | 4–6, 6–3, 6–3      |
| 1993         | Helena Suková Todd Woodbridge                     | Martina Navratilova Mark Woodforde             | 6–3, 7–6           |
| 1994         | Elna Reinach Patrick Galbraith                    | Jana Novotná Todd Woodbridge                   | 6–2, 6–4           |
| 1995         | Meredith McGrath Matt Lucena                      | Gigi Fernández Cyril Suk                       | 6–4, 6–4           |
| 1996         | Lisa Raymond Patrick Galbraith                    | Manon Bollegraf Rick Leach                     | 7–6, 7–6           |
| 1997         | Manon Bollegraf Rick Leach                        | Mercedes Paz Pablo Albano                      | 3–6, 7–5, 7–6(7–3) |
| 1998         | Serena Williams Max Mirnyi                        | Lisa Raymond Patrick Galbraith                 | 6–2, 6–2           |
| 1999         | Ai Sugiyama Mahesh Bhupathi                       | Kimberly Po Donald Johnson                     | 6–4, 6–4           |
| 2000         | Arantxa Sánchez Vicario Jared Palmer              | Anna Kournikova Max Mirnyi                     | 6–4, 6–3           |
| 2001         | Rennae Stubbs Todd Woodbridge                     | Lisa Raymond Leander Paes                      | 6–4, 5–7, 7–6      |
| 2002         | Lisa Raymond Mike Bryan                           | Katarina Srebotnik Bob Bryan                   | 7–6, 7–6           |
| 2003         | Katarina Srebotnik Bob Bryan                      | Lina Krasnoroutskaya Daniel Nestor             | 5–7, 7–5, 7–6(7–5) |
| 2004         | Vera Zvonareva Bob Bryan                          | Alicia Molik Todd Woodbridge                   | 6–3, 6–4           |
| 2005         | Daniela Hantuchová Mahesh Bhupathi                | Katarina Srebotnik Nenad Zimonjić              | 6–4, 6–2           |
| 2006         | Martina Navratilova Bob Bryan                     | Květa Peschke Martin Damm                      | 6–2, 6–3           |
| 2007         | Victoria Azarenka Max Mirnyi                      | Meghann Shaughnessy Leander Paes               | 6–4, 7–6(8–6)      |
| 2008         | Cara Black Leander Paes                           | Liezel Huber Jamie Murray                      | 7–6(8–6), 6–4      |
| 2009         | Carly Gullickson Travis Parrot                    | Cara Black Leander Paes                        | 6–2, 6–4           |
| 2010         | Liezel Huber Bob Bryan                            | Květa Peschke Aisam-ul-Haq Qureshi             | 6–4, 6–4           |
| 2011         | Melanie Oudin Jack Sock                           | Gisela Dulko Eduardo Schwank                   | 7–6, 4–6, [10–8]   |
| 2012         | Ekaterina Makarova Bruno Soares                   | Květa Peschke Marcin Matkowski                 | 6–7, 6–1, [12–10]  |
| 2013         | Andrea Hlaváčková Max Mirnyi                      | Abigail Spears Santiago González               | 7–6(7–5), 6–3      |
| 2014         | Sania Mirza Bruno Soares                          | Abigail Spears Santiago González               | 6–1, 2–6, [11–9]   |
| 2015         | Martina Hingis Leander Paes                       | Bethanie Mattek-Sands Sam Querrey              | 6–4, 3–6, [10–7]   |
| 2016         | Laura Siegemund Mate Pavić                        | Coco Vandeweghe Rajeev Ram                     | 6–4, 6–4           |
| 2017         | Martina Hingis Jamie Murray                       | Chan Hao-ching Michael Venus                   | 6–1, 4–6, [10–8]   |
| 2018         | Bethanie Mattek-Sands Jamie Murray                | Alicja Rosolska Nikola Mektić                  | 2–6, 6–3, [11–9]   |
| 2019         | Bethanie Mattek-Sands Jamie Murray                | Chan Hao-ching Michael Venus                   | 6–2, 6–3           |
| 2020         | No Competition                                    | No Competition                                 | No Competition     |
| 2021         | Desirae Krawczyk Joe Salisbury                    | Giuliana Olmos Marcelo Arévalo                 | 7–5, 6–2           |
| 2022         | Storm Sanders John Peers                          | Kirsten Flipkens Édouard Roger-Vasselin        | 4–6, 6–4, [10–7]   |
| 2023         | Anna Danilina Harri Heliövaara                    | Jessica Pegula Austin Krajicek                 | 6–3, 6–4           |
| 2024         | Sara Errani Andrea Vavassori                      | Taylor Townsend Donald Young                   | 7–6(7–0), 7–5      |

## References
1. ↑  Collins, Bud (2016). The Bud Collins History of Tennis (ed. 3rd). New York: New Chapter Press. pp. 510–513. ISBN 978-1-937559-38-0.